# 厄特斯多夫
厄特斯多夫是德国图林根州的一个市镇。总面积10.29平方公里，总人口844人，其中男性426人，女性418人（2011年12月31日），人口密度82人/平方公里。